# رجل لكل العصور (فلم)
رجل لكل العصور ويسمى رجل لكل الفصول أو رجل لكل المواسم (بالإنجليزية: A Man for All Seasons) هو فيلم أنتج عام 1966، وهو مستوحى من مسرحية تحمل نفس الاسم بعنوان «رجل لكل العصور» للكاتب روبرت بولت؛ حيث تتحدث المسرحية عن السير توماس مور. وعرض في 12 ديسمبر 1966. وقد أدى بول سكوفيلد دور السير توماس مور في المسرحية كما لعب نفس الدور في الفيلم. وهو من إخراج فريد زينمان. وقد فاز الفيلم بست جوائز أوسكار، تتضمن جائزة أفضل فيلم وكذلك جائزة أفضل ممثل.

## روابط خارجية
- مقالات تستعمل روابط فنية بلا صلة مع ويكي بيانات